# Lustige Naturgeschichte oder Zoologia comica
Lustige Naturgeschichte oder Zoologia comica ist eine illustrierte Geschichte über fiktive oder vermenschlichte Tiere, die Franz Bonn 1877 unter dem Pseudonym von Miris verfasst hat. Es folgte 1878 ein zweiter Band unter dem Titel Lustige Botanik und Mineralogie. Die Illustrationen wurden von Adolf Oberländer und Wilhelm Busch angefertigt. Der Titel wurde in einigen Bücherverzeichnissen auch abweichend als Lustige Naturgeschichte oder Zoologica comica angegeben.

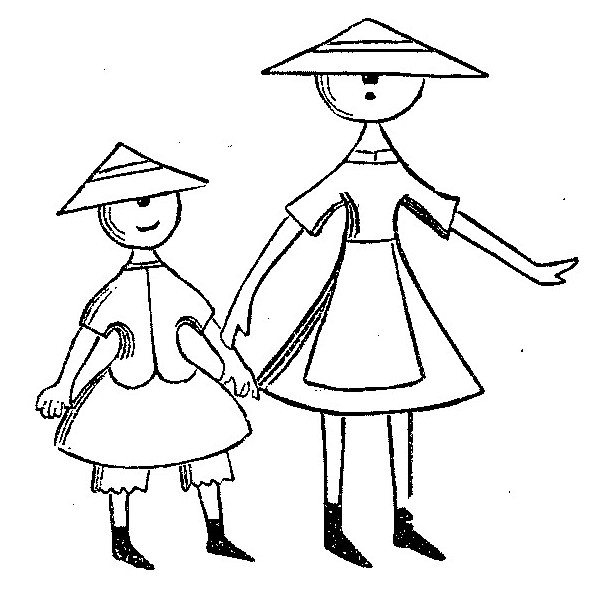
Der Backfisch (piscis nondum pubes)

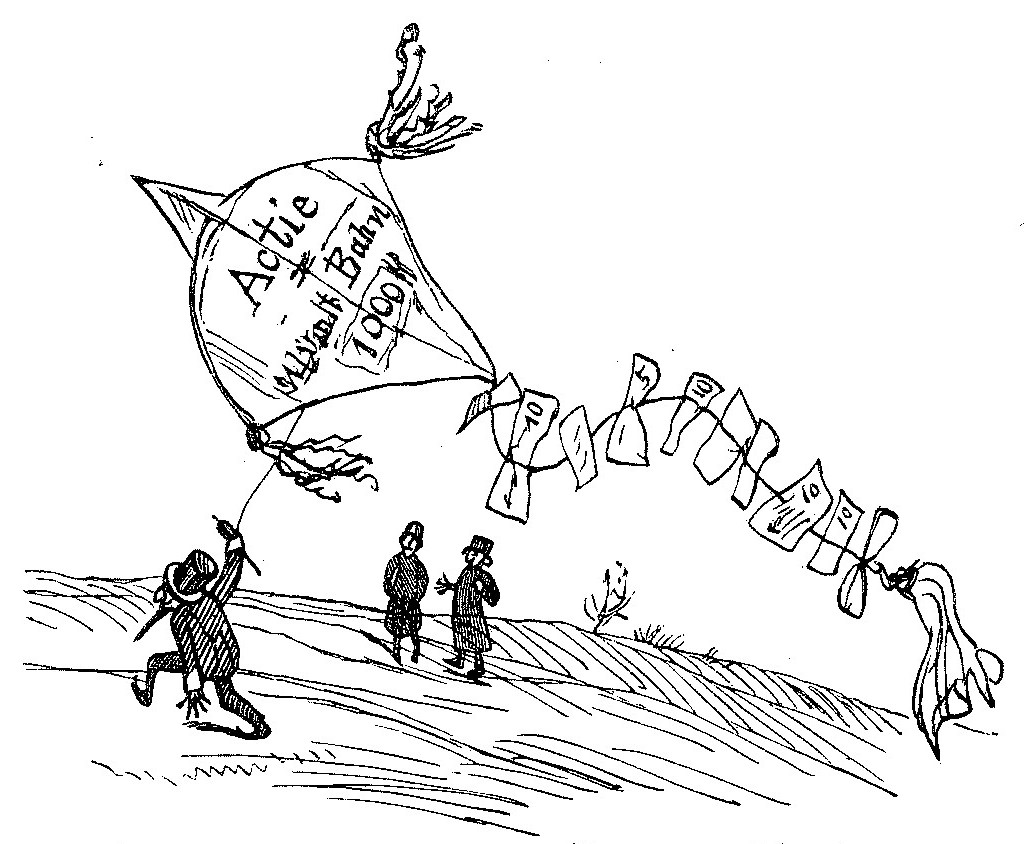
Der Papierdrache (Draco papiricus)

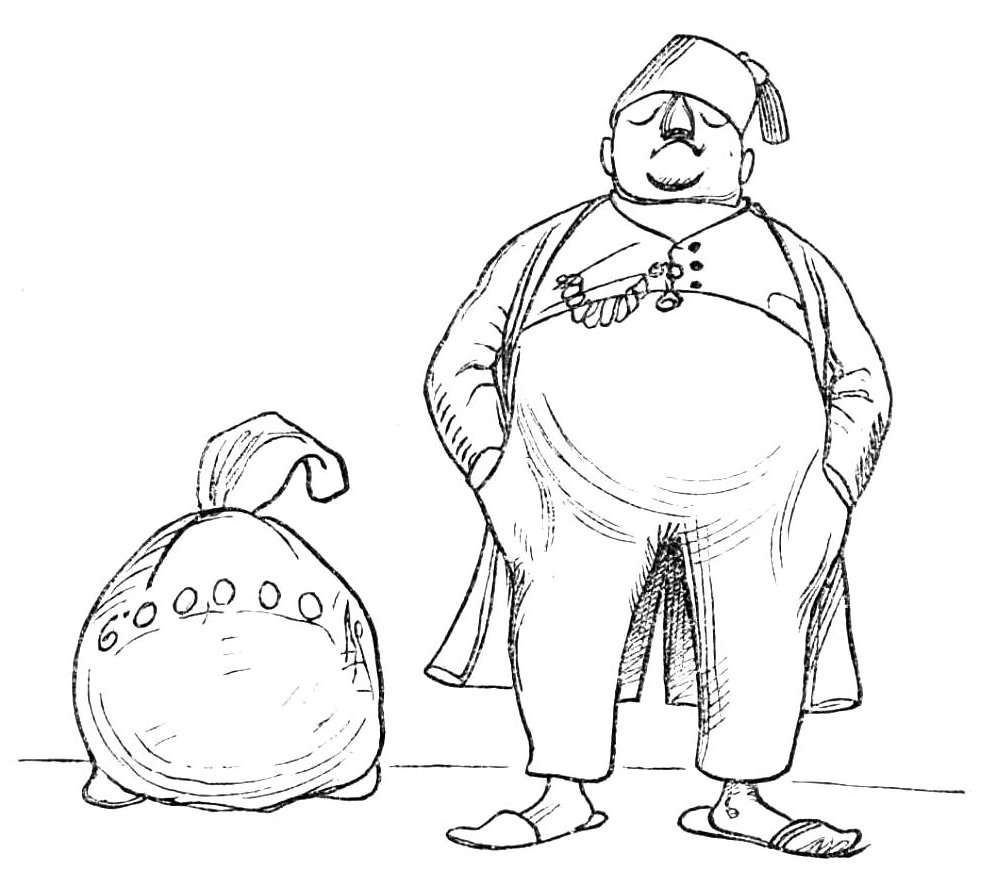
Die Privatiere (Homines capitales)

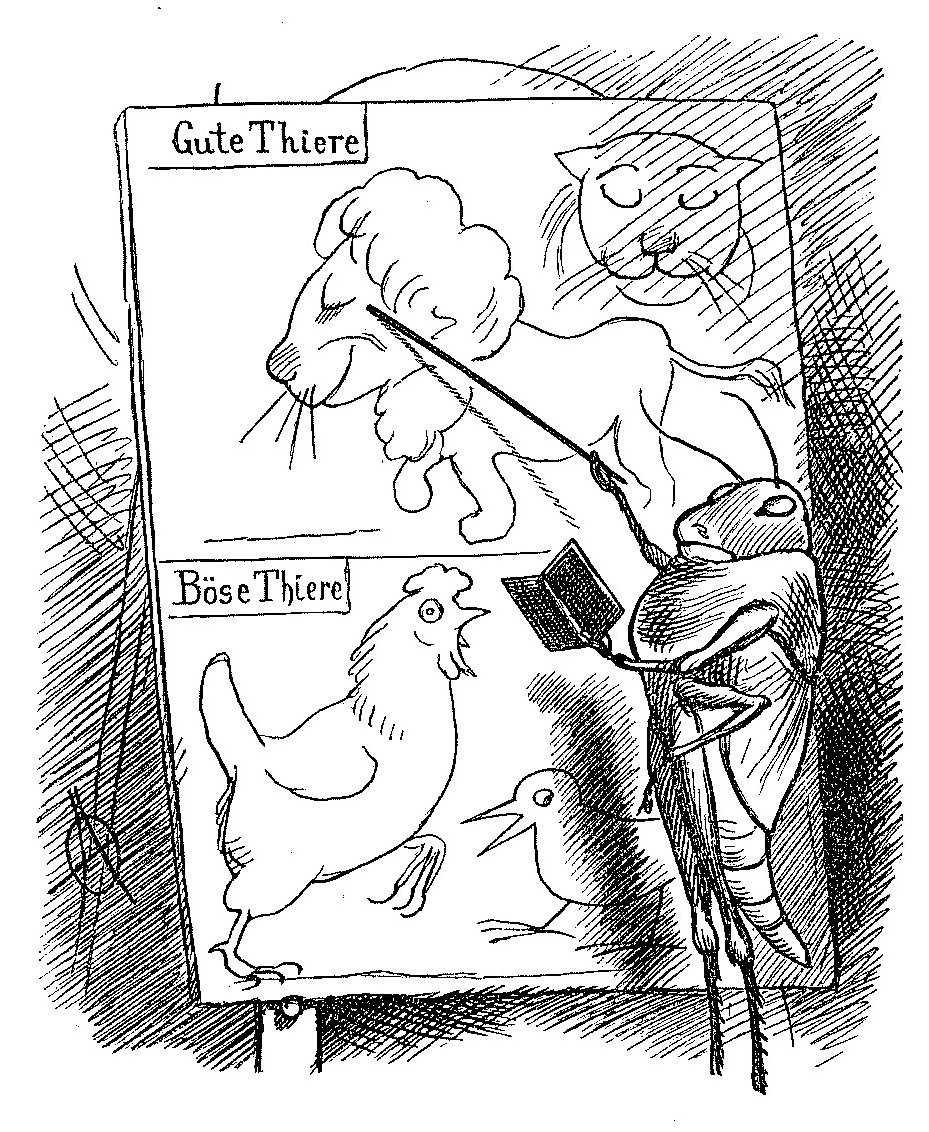
Der Heuschreck (Terror foeni)

## Inhalt
Der erste Teil der Lustigen Naturgeschichte hat 88 Seiten mit 86 Abbildungen und beginnt mit einem Vorwort und einer Einleitung. Der zweite Teil ist kürzer und hat 48 Seiten. Gedruckt wurden beide Teile im Verlag E. Mühlthaler für den Verlag Braun & Schneider in München.
Im Vorwort heißt es:

„Getragen von dem Gedanken, daß eine freiere aber gleichwohl streng naturwahre Bearbeitung der Thierkunde für die allgemeine Bildung ebenso ersprießlich sein werde, wie für die Wissenschaft, haben wir uns zu dieser neuen Schilderung der gesammten Thierwelt in Wort und Bild entschlossen. Wenn wir uns dabei großentheils und hie und da sogar mehr als wörtlich an die gediegenen Abhandlungen des Dr. Andreas Zapfelberger, Justus Populorum und Anderer anlehnten, so geschah dieses nur in Anerkennung der hohen wissenschaftlichen Bedeutung und unübertrefflichen Gediegenheit dieser Arbeiten und sagen wir den geehrten Autoren hier öffentlich den wärmsten Dank.“

## Tiere
Die Tiere werden in grob in zwei Hauptgruppen eingeteilt, die Wirbeltiere und die Wirbellosen. Die Wirbeltiere sind in vier Gruppen (Säugetiere, Vögel, Lurche und Fische) und diese wiederum in einzelne Klassen gegliedert. Es werden Tiere wie der Backfisch, der Papierdrache, die Privatiere und andere kuriose Lebewesen beschrieben. Zu jedem Tier ist eine Abbildung vorhanden. Die Wirbellosen Tiere gliedern sich in Insekten, Muscheltiere, Würmer, Pflanzen- oder Aufgußtiere.
Über die Fledermaus erfährt man, dass sie sich „in neuerer Zeit als Straussische Operette auf den meisten Bühnen hält und vielen Beifall findet*“. Bei den Bären sind auch die Brummbären zu finden oder jene die „von den Tageblättern und anderen wissenschaftlichen Autoritäten den Lesern und Zuhörern aufgebunden werden“ Diese Bären werden aber auch als Enten bezeichnet. Der Fuchs soll an allen deutschen Universitäten vorkommen und soll dabei eine Verwandlung vom Frosch über den Maulesel durchleben. Der Reineke Fuchs, den Wilhelm von Kaulbach illustriert habe, sein dabei die bekannteste Spezies seiner Art. Die Katzen werden als so falsch beschrieben, „dass keine der anderen traut. Ihr Jammer wird den Menschen hier und da sehr lästig, besonders immer am andern Morgen“. Es wird angemerkt, dass der gestiefelte Kater hingegen von der Naturwissenschaft als Märchen anerkannt worden sei. Das Faultier findet sich häufig an Gymnasien und Hochschulen, es „schläft sehr lange, schaut stundenlang zum Fenster hinaus und lebt meist in Kaffeehäusern oder Kneipen“. Unter den Gänsen ist auch die gebratene Gans verzeichnet, die „besonders um Martini herum vorzukommen pflegt und dem Menschen viele Freude macht“. Der Heuschreck teilt die Tierwelt selbst in zwei Klassen ein, wobei Löwen als gute und Hühner als „böse Tiere“ gelten. Den Schluss bildet hier der Blutegel, der „unter Umständen sehr heilsam [sei und] auch Schröpfkopf genannt [werde], wenn er in größerer Zahl angewendet werden soll. […] Er sauft, wie manche Menschen, so lange, bis er nicht mehr kann.“

## Botanik und Mineralogie
Die Lustige Botanik und Mineralogie hat ein kurzes Vorwort. Es gliedert sich in die Botanik oder Lustige Pflanzenlehre und die Mineralogie oder Lustige Steinlehre, die jeweils mit einer Einleitung beginnen. Auch hier sind die Texte wieder mit Illustrationen versehen.
Die bekanntesten Zellenarten, die als Grundorgan der Pflanzen angegeben werden, sollen hiernach die Klosterzelle, die Gefängniszelle, die Honigzelle und die Parzelle sein. Mehrere Zellen bilden die Gefäße, die in naher Verbindung mit der Wurzel (lateinisch radix) stehen und „an jene Zeit erinnern, wo noch nichts da war, als ein Paar Radi’s (Paradies)“. Unter der Beschreibung der Blätter werden die fliegenden Blätter neben den Fach-, Tag-, Wochen-, Schmier-, Schmutz- und Witz-Blättern genannt. Die Blüten bestehen aus Kelch, Krone, Staubfäden und Stempel, wie dem Poststempel. Unter den Mineralen und Gesteinen befinden sich neben dem Domino- und Würfelsteine oder der Diamant des Geisterkönigs, die meist runden Eck-, Grenz- und Meilensteine. Der Wallenstein wird hingegen „trotz seiner historischen Merkwürdigkeit“ und des vorhandenen Lagers nicht hinzugerechnet. Das zu den edlen Metallen zählende Gold kann man nach dieser Beschreibung am leichtesten in der Morgenstunde aus dem Munde nehmen. Das menschliche Leben verläuft zwischen dem Tauf- und dem Leichenstein.

## Rezeption
- In Anlehnung an dieses Werk gab Rudolf Will 1913 ein erweitertes Büchlein heraus (Wilhelm Busch starb bereits 1908), die Texte stammen ebenso von Franz Bonn. Es trägt den Titel „Lustige Zoologie“ (Zoologia comica).[2]

## Ausgaben (Auswahl)
- Lustige Naturgeschichte oder Zoologia comica. Das ist eine genaue Beschreibung aller in diesem Buche vorkommenden lebendigen Thiere der Welt mit 86 naturgetreuen Abbildungen. Braun & Schneider, München 1877 (Volltext [Wikisource])
- Lustige Botanik und Mineralogie. Der lustigen Naturgeschichte Zweiter Theil. Braun & Schneider, München 1878 (Volltext [Wikisource]).
- Chr. Berg Søe (Hrsg.): Gemytlig Naturhistorie eller Zoologia comica. Indeholdende en nøjagtig Beskrivelse af alle i denne Bog forekommende levende Dyr, med naturtro Afbildninger. C. W. Stincks Forlag, Kopenhagen 1879 (dänisch).

Das Büchlein erschien in mehreren Auflagen und ist auch als E-Book erhältlich.